# Narus
Narus war der weltgrößte Hersteller von Massenüberwachungstechnologie (englisch mass surveillance). Die Tochtergesellschaft von Boeing entwickelt und vertrieb unter anderem Echtzeit-Analytik-Software für Netzwerke für Signals-Intelligence-Anwendungen (enterprise class Spyware). Das Unternehmen kam 2004 in die Medien, als bekannt wurde, dass es in einem Supercomputersystem, der NarusInsight, bei einem Internet-Backbone in San Francisco sämtliche Daten nahezu in Echtzeit für die National Security Agency (NSA) überwacht. Das aktuelle Produkt (2013) Narus nSystem soll nach eigenen Angaben eine Komplettlösung inklusive multidimensionaler Datenbank, Kompression von großen Datenmengen und Forensik-Portal bereitstellen. 2015 wurde die Narus von Boeing verkauft und durch Symantec übernommen.

## Geschichte
1997 wurde das Unternehmen von einem israelischen Team unter der Leitung von Ori Cohen, als Vizepräsident für Wirtschaftsförderung und Technologieforschung des Video-Networking Unternehmens VDONet und Stas Khirman in Israel initiiert. Beide arbeiten seit März 2013 für die Deutsche Telekom AG.
Seit 2004 ist bekannt, dass Narus ein Zulieferer des US-amerikanischen Geheimdienstes war, damals wurde der ehemalige Direktor der NSA William P. Crowell als Vorstand bei Narus ernannt.
Narus war seit 2010 eine Tochter des US-amerikanischen Rüstungs- und Flugzeugherstellers Boeing.
2015 erfolgte der Verkauf an Symantec mit 65 Ingenieuren und Datenanalysten. Die Lizenzen über die Entwicklungen von Narus verblieben bei Boeing. Symantec wurde ein Vermarktungsrecht eingeräumt.

## Anwendungen
Narus-Geräte werden für das globale Kommunikationsabhörsystem Echelon eingesetzt, das von den USA, Großbritannien, Australien, Neuseeland und Kanada – der sogenannten Five-Eyes-Gruppe – betrieben wird.
Narus wurde bekannt für die Entwicklung von NarusInsight, einem Supercomputersystem, das beim Internet-Backbone von AT&T in San Francisco installiert wurde. 2006 gab es einen Rechtsstreit zwischen der Electronic Frontier Foundation und AT&T, mit ausgelöst durch den ehemaligen AT&T-Techniker und späteren NSA-Whistleblower Mark Klein. Klein und die Electronic Frontier Foundation konnten nachweisen, dass AT&T es der NSA mit Hilfe von Narus-Technologie gestattete, sämtliche Telefongespräche und IP-Daten direkt an den Backbones auszuleiten. Dazu installierte die NSA nach Kleins Angaben in einem geheimen Raum, Room 641A, im AT&T-Datacenter San Francisco eine Abhörschnittstelle des Typs Narus STA 6400. Ähnliche Systeme waren bereits in Seattle, San José, Los Angeles und San Diego installiert worden.
Narus ist der Hersteller der Technik für das Überwachungsprogramm PRISM der NSA, das durch den NSA-Whistleblower Edward Snowden im Zuge des Überwachungsskandals 2013 bekannt wurde.
Der Bundesnachrichtendienst (BND) soll nach Recherchen des ARD-Magazins Fakt Komponenten der Technik von Narus über die „Gesellschaft für technische Sonderlösungen“ (GTS) mit Sitz in Frankfurt am Main erworben haben. Bereits kurz nach der Unternehmensgründung 2007 war demnach die GTS exklusiver Vertriebspartner von Narus, bei dem der BND 2008 die Technik gekauft haben soll. Wie Andy Müller-Maguhn, Mitglied im Chaos Computer Club und ehemaliger Direktor bei ICANN in der Fernsehsendung erklärte, bietet Narus keine kleinen Überwachungslösungen an. Stattdessen lässt sich mit der hier entwickelten Überwachungstechnologie die komplette Kommunikation eines bestimmten Netzes oder Staates aufzeichnen.
Die Bundesregierung antwortete im September 2013 auf eine kleine Anfrage: „Die Sicherheitsbehörden des Bundes setzten keine Produkte der Firmen Narus und Polygon ein.“